# 天理大学柔道部集団暴行事件
天理大学柔道部集団暴行事件（てんりだいがくじゅうどうぶしゅうだんぼうこうじけん）は、2013年に天理大学柔道部で起きた集団暴行事件。

## 概要

### 事件の発覚
天理大学柔道部では2013年5月から、4年生の男子部員4人によって、1年生の複数の部員に対して暴行が行われていた。暴行を受けたうちの1人は鼓膜が破れるという怪我をしていた。こうした暴行は複数回にわたり行われていた。暴行が行われていたことは2013年9月4日の記者会見で明らかになった。記者会見を行ったのは柔道部の部長であり、この人物は全日本柔道連盟の理事と部長も務めていたため、これらの役職を辞任する意向を示した。この人物が全日本柔道連盟の理事に就任したのは、柔道で暴力指導問題が起きていたために新体制に発足する時期であり、理事に就任したのは8月21日で、7月に柔道部での暴行が起きていたことを把握しておきながら就任していた。暴行については、これは大学に預けた案件であったため自分から言ってはいけないと思っていたため何も言っていなかった、と述べた。

### 事件の詳細
暴行というのは、5月に1年生が練習中に水を飲んだため寮で叱責しており、この時に顔を平手打ちするというものであった。これ以降の6月から7月にかけても木刀で尻を叩いたり、顔を平手打ちするということが行われていた。このような暴行が行われていたということが発覚したのは、7月10日に暴行を受けた部員が監督に退部を申し出たからであり、7月17日には部長にも暴行があったことが知らされていたが、このことを大学には報告しておらず、外部から指摘があったため大学に報告した。
9月5日に天理大学柔道部は、この暴行事件が起きたことから無期限の活動停止処分にすることが発表され、同時に柔道部の部長と監督と主将も解任することが発表された。

9月4日に発覚した暴行では、現場には世界柔道選手権大会の金メダリストでもある主将の大野将平も居合わせていた。だが大野は現場に居たものの暴行には加わっていなかった。しかし9月11日には新たな暴行が発覚し、大野も暴行に加わっていたことが判明した。9月11日に発覚した暴行は、全日本柔道連盟から再調査を求められたため、聞き取り調査を行ったことで発覚した。
大野は謹慎中に、郷里の山口県へ帰郷してからは柔道を辞めたいと言っていたほどであったが、松美柔道スポーツ少年団で子供たちを指導するうちに、競技への情熱を取り戻していった。

### 処分
全日本柔道連盟では柔道の指導や稽古における暴力を根絶するため懲罰委員会が開催される。懲罰委員会は9月18日に開かれ、下級生に暴行を行った4年生の9人を競技者登録停止にするという処分を下した。